# Sejer Andersen
Sejer Andersen (født 13. juli 1936 i København, død 19. december 2021) var en dansk skuespiller, iscenesætter, dramatiker, digter, oversætter, cand. mag Københavns Universitet og Grundlægger og kunstnerisk leder af Vitus Bering Teatret 2003.
I 1967 var Sejer Andersen med til at etablere Fransk Studiescene og i 1972 Café-Teatret i København, det første år var han medlem af Café-Teatrets kollektive ledelse og var iscenesætter, medvirkende som skuespiller og som underviser på teatrets dramaskole og I 1984 blev Sejer Andersen kunstnerisk leder af Hvidovre Teater.

## Filmografi

### Film
- Operation Kirsebærsten (1972)
- Smil mand! (1972)

### Tv-serier
- Opfinderkontoret (1982) afsnit nr: 5
- Kald mig Liva (1992) afsnit nr: 3